# Ralf Ehrenbrink
Ralf Ehrenbrink, född den 29 augusti 1960 i Bielefeld i Tyskland, är en västtysk och därefter tysk ryttare.
Han tog OS-brons i lagtävlingen i fälttävlan i samband med de olympiska ridsporttävlingarna 1992 i Barcelona.